# Chahdortt Djavann

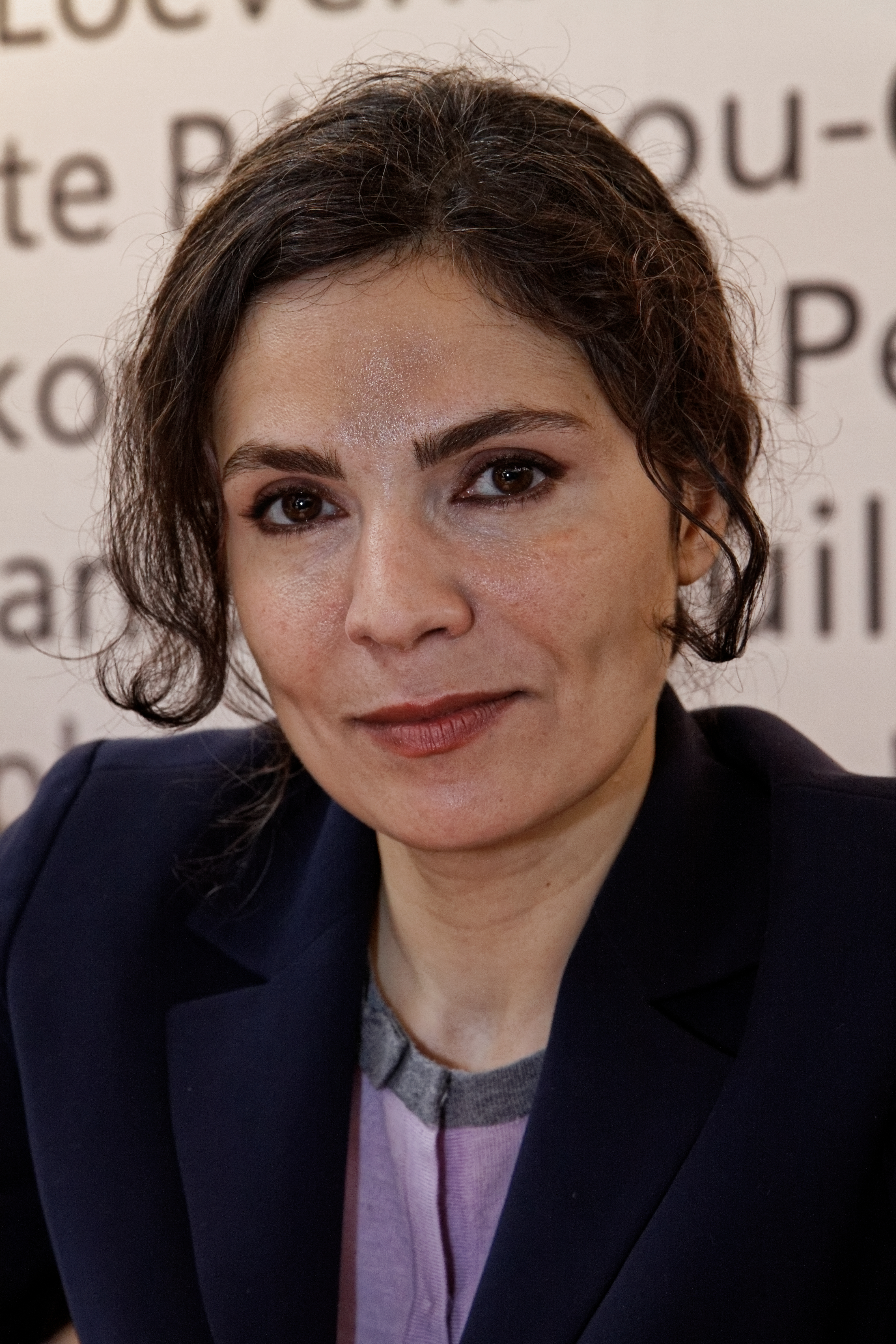
Chahdortt Djavann

Chahdortt Djavann (* 1967 im Iran) ist eine französische Schriftstellerin mit iranisch-aserbaidschanischen Wurzeln.

## Leben
Djavann stammt aus einer sehr wohlhabenden Familie. Sie wuchs in Teheran auf. Zusammen mit ihrer Familie floh sie 1993 über Istanbul nach Paris, ohne ein Wort Französisch zu sprechen.
Mit Beginn ihres Anthropologiestudiums begann sie, intensiv die französische Sprache zu lernen, und konnte später alle ihre Werke in dieser Sprache veröffentlichen. Ihr Studium beendete Djavann mit einem Diplôme d’études approfondies (DEA); in ihrer Dissertation beschäftigte sie sich unter anderem mit den Werken Emil Ciorans, Eugène Ionescos und Samuel Becketts.
Als freie Mitarbeiterin schrieb sie regelmäßig für Zeitungen, wie Le Figaro, Le Journal du Dimanche, Libération und Le Monde.

## Ehrungen
- 2003 Grand Prix de la Laïcité
- 2004 Ritter des Ordre des Arts et des Lettres
- 2006 Prix Claude-Farrère

## Werke (Auswahl)
Belletristik
- Parvaneh heißt Schmetterling (Je viens d'ailleurs, 2002). Ullstein, Berlin 2003, ISBN 3-550-08408-0.
- Die Stumme. Roman (La muette, 2008). Goldmann, München 2010, ISBN 978-3-442-31231-3.[1]
- Autoportrait de l'autre. Roman. Édition Wespieser, Paris 2004, ISBN 2-84805-017-9.
- Comment peut-on être français? Roman. Flammarion, Paris 2004, ISBN 2-08-068916-9.

Sachbücher
- Was denkt Allah über Europa? (Que pense Allah de l'Europe? 2004). Ullstein, Berlin 2005, ISBN 3-550-07849-8.
- Bas les voiles! Gallimard, Paris 2003, ISBN 2-07-073534-6.
- A mon corps défendant, l'occident. Essai. Flammarion, Paris 2007, ISBN 978-2-08-120099-9.
- Ne négociez pas avec le régime Iranien. Lettre ouverte aux dirigeants. Flammarion, Paris 2009, ISBN 978-2-08-123361-4.
- Je ne suis pas celle que je suis. Flammarion, Paris 2011, ISBN 978-2-08-122754-5.